# МКБ-10 (Реуматичне болести)
Међународна класификација (МКБ-10 M00-M99 2007) СЗО која је у употреби од 1. јануара 1977, обухвата следеће реуматичне болести;

## (М00-М03) Инфекцијски артритис
- М00 - Гнојни артритис
- М01 - Артритис у инфекцијским и паразитарним болестима
- М02 - Реактивне артропатије (поствакционе, постдизентеричне, Реитеров синдром)
- М03 - Постинфекцијски артритис и реактивна обољења зглобова у другим болестима (менингитис, сифилис, вирусни хепатитис, инфективни ендокардитис)

## (М05-М14) Запаљењска обољења зглобова
- М05 - Серопозитивни реуматоидни артритис
- М06.0-Серонегативно реуматоидно запаљење зглобова
- М06.1-Стилова болест код одраслих
- М07 - Псоријазни артритис и ентеропатијски артритис
- М08 - Јувенилни хронични артритис
- М10 - Гихт
- М11 - Друге кристалне артропатије

## (М15-М19) Дегенеративна обољења зглобова
- М15 - Полиартроза
- М16 - Коксартеоза
- М17 - Гонартроза
- М18 - Атроза једног ручног/доручног зглоба

## (М20-М25) Стечени деформитети прстију, болести чашице, унутрашње болести колена
- M20 - Стечени деформитети прстију шаке и стопала
- M22 - Болести чашице колена (пателе)
- M23 - Унутрашње повреде колена
- M24.2-Контрактура зглоба
- M25,2-Лабав (климав) зглоб
- М25.7-Остеофити

## (М30-М36) Системске болести везивног ткива
- М30.3-Нодозни полиартритис
- М30.1-Churg-Straussova алергијска грануломатоза
- М31 - Некрозна обољења крвних судова
- М31.3-Вагнерова грануломатоза
- М31.4-Такашијев синдров
- М31.5-Гранулоцелуларни артритис
- М32 - Системски еритемски лупус
- М33 - Дерматополиомиозитис
- М34 - Системска склероза
- М35 - Друга СБВТ
- М35.0-Сјогренов синдром
- М35.2-Behçet-ova болест
- М35.3-Реуматична полимиалгија
- М35.9-КСБВТ, НСБВТ
- М36 - СБВТ у другим болестима

## (М40-М43) Дегенеративна обољења кичме
- М40 - Кифоза и лордоза
- М41 - Сколиоза

## (М45-М49) Обољења кичме
- M45 - Анкилозирајући спондилитис
- M46 - Остале запаљењске спондилопатије
- M47 - Спондилоза
- M49.2-Ентеробактеријски спондилитис (A01-A04)

## (М50-М54) Друга обољења кичме
- М50 - Дископатија врата
- М54 - Бол у леђима

## (М60-М63) Обољења мишића
- М60 - Инфекцијски и интерстицијални миозитис
- М61 - Калцификације

## (М65-М68) Обољења синовија тетива
- М65 - Синовитис и теносиновити
- М66 - Спонтане руптуре синовија и тетива

## (М70-М79) Друга обољења меких ткива
- M70 - Бурзитис
- M72 - фасцитис и фиброматоза
- M75 - Капсулитис и тендинитис
- M76 - ентезопатије

## (М80-М85) Поремећаји густине структуре кости
- М80 - Остеопороза са патолошким преломима
- М81 - Остеопороза без патолошким прелома
- М82 - Секундарна остеопороза
- М83 - Остеомалација
- М84 - Компресивни и патолошки преломи

## (М86-М90) Друга обољења кости
- М86 - Остеомијелитис
- М87 - Остеонекроза
- М88 - Пагетова болест

## (М91-М94) Обољења хрскавице
- М91 - Остеохондроза: јувенилна остеохондроза кука и карлице
- М92 - Друге јувенилне остеохондрозе
- М93 - Остале остеохондропатије:

- М93.0 Епифизиолиза главе бутне кости (нетрауматска),
- М93.2 Остеохондритис дисеканс

- М94 - Остали поремећаји хрскавице;

- М94.2 Хондромалација,
- М94.3 Хондролиза

## (М95-М99) Други поремећаји мишићно-скелетног система и везивних ткива
- М95 - Стечене деформације
- М96 - Постоперативне и пострадиационе болести мишићно-скелетног система
- М99 - Биохемијске повреде